# 小囊山珊瑚
小囊山珊瑚（学名：Galeola falconeri）为兰科山珊瑚属下的一个种。

## 扩展阅读
- 維基物種上的相關：小囊山珊瑚